# Carapichea ipecacuanha
Carapichea ipecacuanha (sin. Cephaelis ipecacuanha) este o specie de plantă cu flori din familia Rubiaceae. Este nativă din Costa Rica, Nicaragua, Panama, Colombia și Brazil. Rădăcinile acestei plante conțin compuși foarte puternic emetici, precum este emetina.